# IC 152
IC 152 је галаксија у сазвјежђу Рибе која се налази на листи објеката дубоког неба у Индекс каталогу.
Деклинација објекта је + 13° 4' 28" а ректасцензија 1h 44m 1,2s. Привидна величина (магнитуда) објекта IC 152 износи 14,9 а фотографска магнитуда 15,7. IC 152 је још познат и под ознакама CGCG 437-16, PGC 6368.